# Gallimimus
Gallimimus („napodobitel kura“) žil v období pozdní křídy, asi před 75 až 70 miliony let. Byl to po dvou chodící a běhající všežravec, dlouhý přibližně 6 metrů a vážící kolem 450 až 480 kilogramů. Tento štíhle stavěný dinosaurus patřil mezi ornitomimosaurní teropody (do skupiny jinak primárně dravých dvounohých dinosaurů). Šlo zřejmě o rychlonohého stádního všežravce.

## Naleziště
Jeho tři téměř kompletní kostry byly objeveny na mongolském nalezišti Altan Úl v poušti Gobi (souvrství Nemegt). Ostatní nálezy byly odkryty také na území dnešního Mongolska.

## Popis
Galimimus byl po dvou chodící všežravec nebo býložravec. Měl poměrně dlouhý bezzubý zobák, dlouhý štíhlý krk a ohebný ocas. Byl poměrně štíhlý a gracilní. Mohl dosáhnout velmi vysoké rychlosti v běhu. Podle tvaru kostí na nohou a celkového tvaru těla někteří vědci usoudili, že mohl při běhu dosáhnout maximální rychlosti až kolem 56 km/h.

## Způsob života
Dříve si vědci mysleli, že galimimovy „ruce“ nebyly schopny nic uchopit. Vědci se domnívali, že svýma "rukama" hrabal v hlíně a hledal kořínky, nebo že kradl dinosauří, plazí a ptačí vejce. Později byl také vyobrazován, jak požírá trávu. Dnes se však vědci přiklánějí především k možnosti, že galimimus byl spíše všežravec. Dnes se vědci domnívají, že galimimovy „ruce“ byly chápavé. Mohl tedy s nimi chytat ještěrky, malé savce, hmyz a jiné bezobratlé. Nejspíše žil ve stádech (a to možná značně početných). Každý galimimus ale nejspíše lovil sám za sebe (nejednalo se tedy o lov ve smečce). Jako každý jiný dinosaurus i galimimus snášel vejce. Pro vejce představovali nebezpečí takzvaní „lupiči vajec“ (oviraptoři) a možná i jiní galimimové. Galimimus se asi stával častou kořistí velociraptorů, ale i jiných dravců.

## Fosilní otisky stop
V roce 2017 byl ve vědecké studii zveřejněn objev desítek otisků fosilních stop patřících zřejmě rodu Gallimimus. Objev byl učiněn roku 2009 v poušti Gobi (v sedimentech souvrství Nemegt).

## Vpopulární kultuře
Galimimové se jako stádní živočichové objevují například v románu i filmu Jurský park.